# Batangas
Batangas è una città componente delle Filippine, capoluogo della provincia omonima, nella Regione di Calabarzon.
La città è un importante centro commerciale ed il principale porto della regione.
Batangas è formata da 105 barangay:
- Alangilan
- Balagtas
- Balete
- Banaba Center
- Banaba Kanluran
- Banaba Silangan
- Banaba Ibaba
- Barangay 1 (Pob.)
- Barangay 2 (Pob.)
- Barangay 3 (Pob.)
- Barangay 4 (Pob.)
- Barangay 5 (Pob.)
- Barangay 6 (Pob.)
- Barangay 7 (Pob.)
- Barangay 8 (Pob.)
- Barangay 9 (Pob.)
- Barangay 10 (Pob.)
- Barangay 11 (Pob.)
- Barangay 12 (Pob.)
- Barangay 13 (Pob.)
- Barangay 14 (Pob.)
- Barangay 15 (Pob.)
- Barangay 16 (Pob.)
- Barangay 17 (Pob.)
- Barangay 18 (Pob.)
- Barangay 19 (Pob.)
- Barangay 20 (Pob.)
- Barangay 21 (Pob.)
- Barangay 22 (Pob.)
- Barangay 23 (Pob.)
- Barangay 24 (Pob.)
- Bilogo
- Bolbok
- Bukal
- Calicanto
- Catandala

- Concepcion
- Conde Itaas
- Conde Labak
- Cuta
- Dalig
- Dela Paz
- Dela Paz Pulot Aplaya
- Dela Paz Pulot Itaas
- Domoclay
- Dumantay
- Gulod Itaas
- Gulod Labak
- Haligue Kanluran
- Haligue Silangan
- Ilihan
- Kumba
- Kumintang Ibaba
- Kumintang Ilaya
- Libjo
- Liponpon Isla Verde
- Maapas
- Mahabang Dahilig
- Mahabang Parang
- Mahacot Silangan
- Mahacot Kanluran
- Malalim
- Malibayo
- Malitam
- Maruclap
- Mabacong (Matoco)
- Pagkilatan
- Paharang Kanluran
- Paharang Silangan
- Pallocan Kanluran
- Pallocan Silangan
- Pinamucan

- Pinamucan Ibaba
- Pinamucan Silangan
- Sampaga
- San Agapito Isla Verde
- San Agustin Kanluran Isla Verde
- San Agustin Silangan Isla Verde
- San Andres Isla Verde
- San Antonio Isla Verde
- San Isidro
- San Jose Sico
- San Miguel
- San Pedro
- Santa Clara
- Santa Rita Aplaya
- Santa Rita Karsada
- Santo Domingo
- Santo Niño
- Simlong
- Sirang Lupa
- Sorosoro Ibaba
- Sorosoro Ilaya
- Sorosoro Karsada
- Tabangao Aplaya (Tabangao Proper)
- Tabangao Ambulong
- Tabangao Dao
- Talahib Pandayan
- Talahib Payapa
- Talumpok Kanluran
- Talumpok Silangan
- Tinga Itaas
- Tinga Labak
- Tulo
- Wawa